# UltraISO
UltraISO — програма для Windows, призначена для створення, редагування та конвертації різних форматів CD і DVD-образів. Програма також дозволяє емулювати і записувати компакт-диски та DVD.
Підтримує понад 30 форматів CD/DVD-образів: *.iso, *.bin, *.cue, *.nrg, *.mdf, *.mds, *.img, *.ccd (включаючи CD-TEXT), *.sub, *.ima, *.bwi, *.bwt, *.b5t, *.b5i, *.b6t, *.b6i, *.lcd, *.icf, *.pxi, *.vc4, *.000, *.cdi, *.tao, *.dao; ISO-образи з компресією *.isz (власний формат), *.dmg, *.daa (PowerISO), *.uif (MagicISO); багатотомні образи. Може генерувати файли контрольних сум *.md5.

## Функції
- Копіювання оптичних дисків до ISO-образу.
- Створення ISO-образів з файлів розміщених на CD/DVD-ROM та жорсткому диску.
- Редагування файлів ISO: додавання, видалення, і створення файлів та тек.
- Створення стиснених zisofs (.ISZ) образів.
- Створення завантажувальних образів CD, DVD та дискет.
- Створення завантажувального USB-флеш або жорсткого диску із завантажувального образу диску (працює з бут-секторами DOS, Windows NT та syslinux).
- Конвертація: .BIN, .IMG, .CIF, .NRG, .BWI, .DAA, .DMG, .HFS та інших форматів до стандартного формату ISO.
- Підтримка всіх рівнів ISO 9660 та Joliet.
- Оптимізація структури ISO-образу для збереження місця надиску.
- Здатність монтувати ISO як віртуальний диск.
- Створення контрольних суму для перевірки даних ISO.
- Багатомовна підтримка включаючи українську.
- Вбудований цифровий аудіо-програвач.
- Підтримує дисковий формат UDF та дозволяє створювати завантажувальні UDF-диски.
- Підтримує параметри командного рядка [2]

## Формат ISZ
UltraISO використовує пропрієтарний формат ISZ. Цей формат позиціонується як "Стиснений ISO". Формат використовує zlib та bzip2 для стиснення даних і дозволяє виконувати шифрування AES різної складності. На сайті компанії можна ознайомитись із файлом специфікації формату. Зараз формат також підтримується іншими програмами такими як Daemon Tools і Alcohol 120%.

## Системні вимоги
- Операційна система: Windows 7/2008/Vista/2003/XP (32/64-бітні), Windows 2000, ME, 98SE, 98, або Windows NT4.0 SP6a+.
- Процесор: Intel Pentium 166MHz або кращий.
- Оперативна пам'ять: 64 МБ.
- Вільне місце на диску: 10 МБ.
- Пристрої: Дисковод (для копіювання образів), Мишка.